# 塔夫脫莫斯伍德 (加利福尼亞州)
塔夫脫莫斯伍德（英語：Taft Mosswood）是位於美國加利福尼亞州聖華金縣的一個人口普查指定地區。

## 地理
塔夫脫莫斯伍德的座標為37°54′59″N 121°16′54″W / 37.91639°N 121.28167°W，而該地最高點為海拔高度4米（即13英尺）。

## 人口
根據2010年美國人口普查的數據，塔夫脫莫斯伍德的面積為1.258平方千米，當中陸地面積為1.224平方千米，而水域面積為0.034平方千米。當地共有人口1530人，而人口密度為每平方千米1,216人。